# جیمز اریک دروموند
جیمز اریک دروموند (انگلیسی: Eric Drummond, 7th Earl of Perth; ۱۷ اوت ۱۸۷۶ – ۱۵ دسامبر ۱۹۵۱) یک سیاستمدار انگلیسی و ایرلندی بود. دروموند دارای نشان گرمابه و همچنین عضو شورای اختصاصی (بریتانیا) بود. وی از (۱۹۲۰–۱۹۳۳) به عنوان اولین دبیرکل جامعه ملل منصوب گردید. دروموند سپس از ۱۹۳۳–۱۹۳۹ سفیر بریتانیا در رم و بعد از آن از ۱۹۳۹ تا۱۹۴۰ مشاور ارشد امور خارجی وزارت اطلاعات انگلستان شد. در سال ۱۹۴۶، دروموند معاون حزب لیبرال در مجلس اعیان بریتانیا شد؛ و سرانجام در پی ابتلاء به سرطان در خانه خود در ساسکس درگذشت.

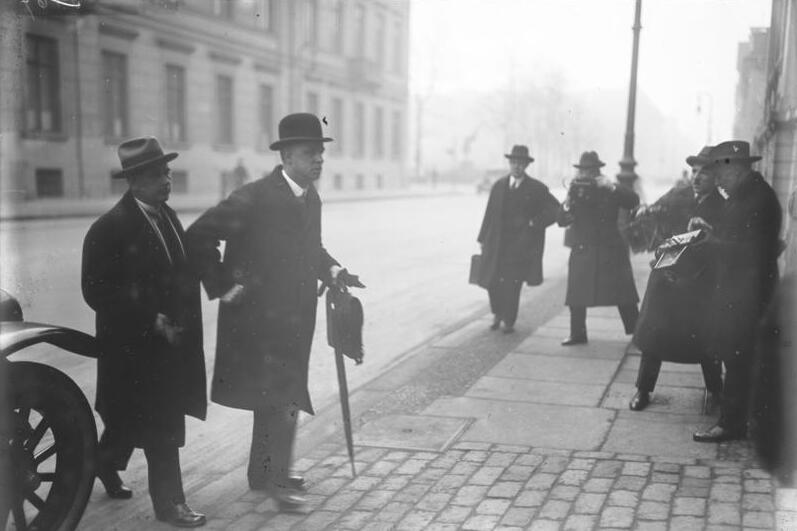
سر اریک دروموند

## زندگی‌نامه

### خانواده
دروموند در یک خانواده اسکاتلندی با اصالت اشرافی، متولد شد. پدر وی جیمز دیوید دروموند، دهمین لرد ویسکونت استراتالان (۱۸۹۳–۱۸۳۹) و افسر ارتش ماچانی در پرتشایر بود که با همسر دوم خود مارگارت اسمیت دارای سه فرزند شد. جیمز اریک دروموند بزرگ‌ترین و تنها پسر او بود اما دروموند از ازدواج اول پدرش با الن تورنهیل دارای دو خواهر ناتنی و یک برادر ناتنی به نام ویلیام هانتلی دروموند بود. ویلیام، برادر دروموند، در ۱۸۹۳ به عنوان لرد ویسکونت استراتالان جانشین پدرشان شد و در ۱۹۰۲ جورج دروموند پسر عموی دورشان جانشین پنجمین ارل پرت شد و در نتیجه خانواده دروموند در موضع ششمین لرد ارل پرت قرار گرفت.
در ۲۰ اوت ۱۹۳۷، برادر ناتنی دروموند درگذشت و بنابراین دروموند عنوان هفتمین لرد ارل پرت را به ارث برد و عنوان لرد را به خود اختصاص داد عناوینی که به دست آورد عبارت است از: لرد دروموند کارگیل و استوبهال، لرد مادرتی، ویسکونت استراتالان ۱۲، لرد دروموند از کروملیکس، درمانگر ارثی لنوکس، مدیر ارثی منتتیت و استراثرن و رئیس قبیله دروموند.
او در یک خانواده پروتستانتیسم بزرگ شد اما در ۱۹۰۳ به کلیسای کاتولیک پیوست و گفته می‌شود که در زمان فعالیت حرفه‌ای‌اش هنگامی که نخست‌وزیر رمزی مک‌دونالد برسرکار بود داشتن حق وتو دروموند که در ۱۹۳۳ به عنوان سفیر در واشینگتن، دی.سی. نامزد شده بود، به مانعی برای دروموند تبدیل گشت. او دارای چهار فرزند بود
- مارگارت گوندلن مری (۱۹۰۵)
- جان دیوید دروموند، ویسکانت استراتالان (۱۹۰۷)، عنوان پدرش را به ارث برده است.
- آنجلا آلیس مریل دروموند (۱۹۱۲)
- گیلیان مری دروموند (۱۹۲۰)[۴]

### تحصیلات و فعالیت حرفه‌ای
دروموند در کالج ایتون تحصیل کرد، وی از این کالج در ۱۸۵۹ فارغ‌التحصیل شد. دراین کالج او زبان فرانسوی را فرا گرفت، که بعداً به یک ابزار مهم در حرفه دیپلماسی بین‌المللی وی تبدیل شد. تربیت وی در دولت انگلیس به عنوان یک کارمند دولت کمک کرد تا به دنیای دیپلماتیک راه پیدا کند.
دروموند اکثر دوران زندگی حرفه‌ای خود را که بیشتر از ۱۳ سال بود به عهده‌داری دبیرکلی جامعه ملل معروف است. با این حال، وی پیش از پذیرش این سمت معتبر، عمدتاً به عنوان منشی خصوصی برای سیاستمداران و دیپلمات‌های مختلف دولت انگلستان، از جمله نخست‌وزیر سابق هربرت هنری اسکویت خدمت کرد.
در ۲۰آوریل ۱۹۰۰، دروموند به عنوان کارمند اداری وارد وزارت امور خارجه بریتانیا شد.

## دبیرکل جامعه ملل

### انتخاب به عنوان دبیرکل جامعه ملل
قبل از کنفرانس صلح پاریس در ۱۹۱۹، تلاش زیادی برای یافتن یک نامزد مناسب برای دبیرکل جامعه ملل تازه تأسیس شده بود.
هنگامی که موریس هنکی دستیار اول نخست‌وزیر دیوید لوید جرج که نقش مهمی در هدایت امور جنگی بریتانیا در جنگ جهانی اول برعهده داشت، پیشنهاد ریاست جامعه ملل را رد کند، لرد رابرت سیسیل وکیل و سیاستمدار و برنده جایزه صلح نوبل و ادوارد هاوس آمریکایی که در جنگ جهانی اول مشاور رئیس‌جمهور آمریکا وودرو ویلسون بود و در تشکیل کنفرانس صلح پاریس (۱۹۱۹) نقش داشت، برنامه ای را برای جایگزینی هانکی با اریک دروموند ارائه کردند و دروموند به عنوان دبیرکل جامعه ملل انتخاب شد.

### تأسیس دبیرخانه دائمی جامعه ملل (۱۹۱۹–۱۹۲۰)

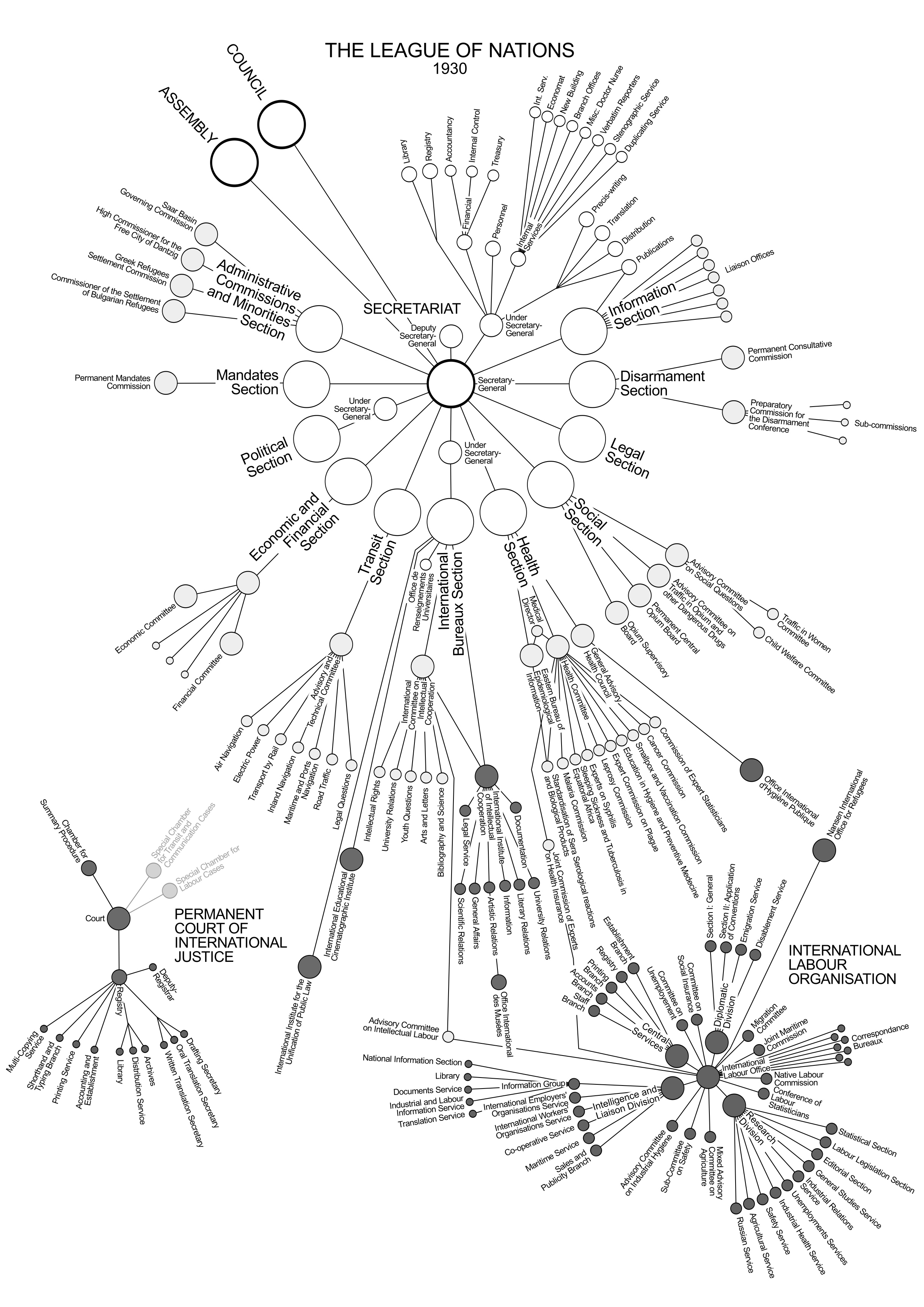
نمودار سازمانی دبیرخانه بین‌المللی جامعه ملل (اینجا در سال ۱۹۳۰)، ایجاد شده توسط دروموند.

تأسیس یک دبیرخانه دائمی و کاملاً بین‌المللی یکی از اقدامات مهم دروموند در سمت دبیرکل بود. هرگز چنین چیزی مورد تلاش قرار نگرفته بود و دبیرخانه‌های پیش از جنگ جهانی دوم صرفاً تأمین کننده کارمندان دولتی که در آنجا کار می‌کردند بودند و کارشان عمدتاً در حوزه ملی محدود بود.

### سفیر بریتانیا در رم (۱۹۳۳–۱۹۳۹)
پس از خروج از اتحادیه، دروموند به عنوان کاندید پست سفیر بریتانیا در واشینگتن انتخاب شد، اما نامزدی او توسط رمزی مک دونالد، نخست‌وزیر بریتانیا، وتو شد، ظاهراً به این دلیل که دروموند در ۲۷سالگی به مذهب کاتولیک رومی گرویده بود. در عوض، او به عنوان سفیر بریتانیا در رم ایتالیا منصوب شد. او تا اکتبر ۱۹۳۳در آنجا خدمت کرد و در آوریل ۱۹۳۹ایتالیا را ترک نمود. یک ماه بعد، در می ۱۹۳۹از سرویس سیاست خارجی بازنشسته شد.
دروموند در طول مدت اقامتش در رم «نزدیک شدن به موسولینی» را دشوار می‌دید. او خاطرنشان کرد که «وقتی موسولینی» در «شرایط بسیار حساس» قرار داشت باید با احتیاط زیادی برخورد می‌کرد.

### جنگ جهانی دوم و سیاست داخلی (۱۹۳۹–۱۹۵۱)
در طول جنگ جهانی دوم، جیمز دروموند برای وزارت اطلاعات به عنوان یک بوروکرات ارشد کار می‌کرد. پس از جنگ تا زمان مرگش به عنوان معاون رهبر حزب لیبرال در مجلس اعیان خدمت کرد. مشارکت او با حزب باعث کاهش نفوذ انتخاباتی و ایدئولوژیک وی نشد.

## درگذشت
جیمز اریک دروموند در ۱۵ دسامبر ۹۵۱ در پی ابتلاء به سرطان در خانه خود در ساسکس درگذشت.